# Família Bonanno
A Família Bonannoy é uma das "Cinco Famílias" que dominam o crime organizado na cidade de Nova Iorque, e em outras partes dos Estados Unidos, dentro da Máfia Americana (Cosa Nostra).

## História

### A formação da família
A Guerra Castellammare entre Giuseppe "Joe the Boss" Masseria e Salvatore "Little Caesar" Maranzano foi a catálise do início da criação das Cinco Famílias. Tendo variavalmente atuado em ambos os lados para atingir seus próprios objetivos, Charles "Lucky" Luciano conseguiu a morte de ambos os chefões para restruturar a Máfia, eliminar a posição de "Chefe dos Chefes" (Capo di Capi) tão cobiçada por Maranzano, e estabelecer a Comissão para regular e resolver os casos entre as Famílias. Uma das cinco ramificações estabelecidas era chefiada por Joe Bonanno, formada pela antiga Família Maranzano.
Bonanno era naquele tempo o chefe mais jovem dos cinco chefes, aos 26 anos de idade. Ele dirigiu a família com a organização de negócios criminosos populares, tais como jogatina, agiotagem, e taxa de proteção. A Família Bonanno era considerada a mais solidária entre os membros devido ao fato de que ela era constituída em sua maioria por sicilianos habitantes da pequena cidade portuária de Castellammare del Golfo, Sicília (cidade natal de Joe Bonanno).
Bonanno acreditava muito na relação de sangue e que somente uma educação estritamente siciliana poderia manter os valores tradicionais da Cosa Nostra.
O poder de Bonanno era ainda maior por seu relacionamento próximo com Joseph Profaci, chefe de uma das Cinco Famílias. Um dos motivos da proximidade entre eles era o casamento do filho de Bonanno, Salvatore ("Bill") com a sobrinha de Profaci, Rosalie. Caso os membros das outras três Famílias resolvessem interferir nos empreendimentos de Bonanno, os laços com a 
Família Profaci (que mais tarde seria conhecida como Família Colombo) faria-os pensar duas vezes. Porém, o falecimento de Joe Profaci em 1962 ameaçou enfraquecer a posição de Bonanno.

### A Guerra dos Bonanno
Muitos homens da Família Bonanno estavam ficando cada vez mais receosos, e reclamavam que o chefe raramente estava presente. O estopim dos conflitos foi a escolha do novo consigliere para substituir John Tartamella - Bonanno escolheu seu filho Bill, enquanto que Gaspar DiGregorio, um capo de longa data e velho amigo de Joe, esperava ser o escolhido.
A Comissão decidiu que ele, Joe Bonanno, não mais merecia ser o chefão, então nomeando Gaspar DiGregorio o novo chefe da organização.
As escaramuças que então ocorreram entre os aliados de DiGregorio e os leais a Bonanno - estes liderados por Frank Labruzzo e o filho de Bonanno, Salvatore "Bill" Bonanno - ficou conhecidas como a Guerra dos Bonanno. A paz no Brooklyn foi quebrada pelos homens de DiGregorio gerando batalhas nas ruas, ocorrendo algumas mortes em ambos os lados.
Ofertas de paz de ambos os lados foram rejeitadas e os problemas da Família continuaram. A Comissão ficou cansada do caso e substituiu DiGregorio por Paul Sciacca, mas a guerra continuou mesmo assim.
A guerra finalmente terminou quando Bonanno, ainda escondido, sofreu uma ataque do coração e anunciou sua permanente retirada em 1968 (ele então viveria até a idade de 97 anos, falecendo no Arizona em 2002).
Ambas as facções então se uniram sob a liderança de Sciacca, mas ele foi preso por tráfico de drogas em 1971, sendo substituído por Natale "Joe Diamonds" Evola na chefia da Família. Sua liderança teve um período curto - sua morte (de causas naturais) em 1973 levou Phillip "Rusty" Rastelli ao trono.

### Rejeitados pela Comissão
Devido ao conflito interno da Família Bonanno, os membros tiveram a cadeira da Família na Comissão retirada, e Rastelli tornou-se chefe de uma Família nada contente e aparentemente destinada ao fim. Um antigo amigo de Rastelli, Carmine "Lillo the Cigar" Galante, tornou-se um poderoso e perigoso renegado, auto-proclamando-se chefe da organização.
Tendo antes agido como ponto central do negócio de importação de heroína para os EUA via Canadá, Galante também foi responsável pela melhora das operações de tráfico de drogas da organização. Os negócios incrivelmente lucrativos que foi capaz de fazer tornou a Família rica, mas as outras quatro Famílias ficaram de fora dos arranjos; Galante estava conseguindo sarna para se coçar.
Quando oito membros da Família Luciano-Genovese foram mortos a mando de Galante por tentarem interferirem nas suas operações de tráfico de drogas, as outras Famílias decidiram que ele estava vivo apenas por ser o chefão dos Bonanno, mas que ele tinha que ser retirado. Então, Galante foi morto a tiros por três homens mascarados em um restaurante em Bushwick, região do Brooklyn.
Rastelli tornou-se chefe uma vez mais, mas as disputas internas da Família estavam indo longe demais. Três capos renegados - Phillip Giaccone, Alphonse Indelicato e Dominick Trinchera - começaram a questionar a liderança de Rastelli e pareciam planejar derrubá-lo. Com as bênçãos das outras Famílias, Rastelli conseguiu "despachar" os três através da atuação do futuro chefe Joseph "Big Joe" Massino.
O então chefão da Máfia em Montreal, Vito Rizzuto, foi extraditado do Canadá para os EUA em agosto de 2006 e irá enfrentar acusações pela conexão com os assassinatos dos três capitães da Família Bonanno em 1981.

### Donnie Brasco
Dois homens estavam envolvidos no assassinato dos três caporegimes Bonanno: Benjamin "Lefty Guns" Ruggiero e seu capo Dominick "Sonny Black" Napolitano. Benny tinha conhecido um homem chamado Donnie Brasco, tornaram-se amigos e companheiros, até o propôs como membro integral da Família; mas foi revelado que Brasco era de fato o agente do FBI Joseph D. Pistone. Numerosas acusações foram feitas contra os membros da Família com as evidências e testemunhos de Pistone. Ambos Ruggiero e Rastelli receberam enormes sentenças e morreriam atrás das grades durante a década de 1990 (ambos de câncer). Napolitano encontrou um destino pior - em 17 de agosto de 1981, ele foi morto, no porão da casa de Ron Filocomo, por Filocomo e Frank "Curly" Lino.

### A Família se une
Com a morte de Rastelli em 1991 na prisão, Big Joey Massino obteve sua ascensão ao trono. Finalmente, a Família tinha encontrado um homem que poderia mudar sua sorte. Por difundir uma maneira mais oculta de fazer negócios, Massino não somente se concentrou no negócio de drogas como se tornou um verdadeiro chefão da Máfia. Também adentrou em outras áreas menos chamativas às autoridades, tais como fraude na bolsa de valores, lavagem de dinheiro e agiotagem.
Como resultado, enquanto as outras Famílias viam seus chefes sendo alvos pela polícia devido aos crime de drogas, Massino conseguiu manter-se limpo até que o assassinato de Napolitano voltasse a assombrá-lo. Ele e seu subchefe e cunhado, Salvatore Vitale, foram acusado pelo crime junto com dois de seus capos. Vitale, que tinha sido até aquele ponto absolutamente leal a seu chefe, decidiu mudar de lado, o que condenou Massino a prisão perpétua. Punimento capital (pena de morte) havia sido considerado para Massino, mas em 2004 ele se tornou o primeiro chefe a servir como informante, evitando a pena capital.
Acredita-se que Massino foi o homem que apontou para o FBI um local em Ozone Park, Queens, chamado de "O Buraco", onde se encontrava o corpo de Alphonse Indelicato. Escavando a terra, as autoridades desenterraram os restos de Dominick Trinchera e Phillip Giaccone, assim como um corpo suspeito de ser o de John Favara, o vizinho do então chefe da Família Gambino, John "Johnny Boy" Gotti, que havia sido morto por vingança por ter atropelado o jovem filho de Gotti, Frank, que morreu no acidente.

## A atual posição da Família
O antigo chefe Joseph Massino é suspeito de ter dado informações sobre o número de membros de alto escalão da Família Bonanno e sobre o chefe interino Vincent "Vinny Gorgeous" Basciano, cujas conversas com Massino foram gravadas entre final de 2004 e início de 2005 pelo próprio Big Joey. Antes de Massino se tornar um informante, seu chefe interino foi Anthony "Tony Green" Urso, cuja posição teve um período curto, pois ele também foi mandado para a prisão por inúmeras condenações, o que permitiu a Basciano tomar o controle da organização.
A função de chefe interino de Vincent Basciano foi obstada com sua prisão no final de 2004, mas com a traição de Massino, as autoridades disseram que Basciano havia assumido a posição de chefe de fato em 2005.  Alega-se que ele ainda seja o atual chefe e lidere a agora enfraquecida Família Bonanno da sua cela.
As autoridades continuam a importunar a Família, como, por exemplo, a prisão, em 16 de fevereiro de 2006, do chefe interino Michael "Mikey Nose" Mancuso por acusações de homicídio, enquanto que o chefe Vincent Basciano foi recentemente condenado por acusações de conspiração de homicídio, tentativa de homicídio, junto com jogatina ilegal. Seu julgamento está marcado para início de 2007.
Autoridades federais recentemente declararam em um jornal nova-iorquino que o atual chefe da Família Bonanno, Basciano, nomeou o responsável pelos negócios no Brooklyn, Salvatore "Sal the Ironworker" Montagna, 35 anos de idade, residente em Elmont, Long Island, como o novo chefe interino da Família. Sal Montagna era um soldado até então desconhecido da equipe do Bronx liderada pelo capo Patrick "Patty from the Bronx" DeFilippo até que mais tarde tornou-se o capo interino da equipe quando da prisão por homicídio e extorsão, em 2003, de Patty from the Bronx. Fontes das autoridades federais declararam que Salvatore Montagna havia sido escolhido como chefe interino por Vincent Basciano para manter a base de poder da Família Bonanno pela facção do Bronx. A base de poder da organização era tradicionalmente mantida pela facção do Brooklyn desde os tempos do patriarca da Família, Joseph Bonanno, até a ascensão da facção do Queens liderada por Phillip "Rusty" Rastelli, no início da década de 1970.
A ascensão da facção do Bronx começou com a promoção de Basciano a chefe interino, o que continuou com a ascensão de Michael Mancusco a chefe interino de Basciano, e atualmente com a posição de Sal Montagna. Montagna é geralmente chamado de "Sal the Zip", pois ele foi um dos imigrantes oriundos da cidade natal de Joseph Bonanno na Sicília, Castellammare del Golfo, recrutados por Carmine Galante na década de 1970 para fortalecer a organização e manter a chamada "Conexão Pizza"; e ele é muito ligado com a facção siciliana da Família e com um companheiro castellammarês, Baldassare "Baldo" Amato, que está atualmente na prisão. Também tinha relacionamento estreito com o antigo caporegime siciliano Cesare "Caesar" Bonventre, assassinado em 1984.
Em julho de 2004, o New York Times escreveu que os promotores federais do Brooklyn "dizem que, apesar de tudo, nos últimos quatro anos, eles ganharam condenações contra renomados 75 mafiosos ou associados em um clã criminoso com menos de 150 membros feitos".
Vários Bonannos de alto escalão, incluindo dois antigos chefes interinos e o atual chefe, foram indiciados e condenados recentemente, aumentado o clamor da vitória das autoridades sobre a Família Bonanno e a Cosa Nostra de Nova Iorque. Em fevereiro de 2005, o capo Anthony "Tony Green" Urso confessou os crimes de homicídio, jogatina, agiotagem e extorsão, enquanto que o capo Joseph "Joe Saunders" Cammarano, junto com o soldado Louis Restivo, confessaram crime de homicídio.
Doze membros da Família Bonanno, além de associados, acima da idade de 70 anos, incluindo o consigliere interino Anthony "Mr. Fish" Rabito e o respeitado soldado Salvatore Scudiero, foram presos em 14 de junho de 2005 por terem operado uma rede de jogatina de US$10 milhões anuais. 
O mais recente golpe contra a Família foi em 20 setembro de 2006, no qual foram sentenciados os capos Louis "Louie Ha Ha" Attanasio e Peter "The Rabbit" Calabrese a 15 anos de prisão pelo assassinato do capo Cesare "Caesar" Bonventre, em 1984, no distrito do Queens.
Sob a regência do antigo chefe Joseph Massino, a Família Bonanno havia voltado uma vez mais ao topo entre as cinco famílias de Nova Iorque e uma potência no submundo estadunidense, porém o alto nível de traições e condenações deixaram a Família um caos e levando-a novamente ao fracasso.
A traição do antigo chefe da Família, Big Joey Massino, e de Salvatore Vitale, além de outros quatro antigos capos, fez a Família perder poder, influência e respeito dentro do submundo de Nova Iorque nunca vista antes desde o incidente chamado "Donnie Brasco". Por mais de sete décadas nenhum membro "feito" da Família havia passado para o governo, e agora havia uma enxurrada de informantes.
A capacidade da facção do Bronx de permanecer no controle da Família será determinada junto com o futuro da posição da organização Bonanno no submundo Norte-Americano.

## Chefes da Família Bonanno
- 1925–1930 — Nicola "Cola" Schiro
- 1930–1931 — Salvatore "Little Caesar" Maranzano
- 1931–1965 — Joseph "Joe Bananas" Bonanno
- 1963–1965 — John "Johnny Burns" Morale (chefe interino)
- 1965–1968 — Gaspar DiGregorio
- 1968–1970 — Paul Sciacca
- 1971–1973 — Natale "Joe Diamonds" Evola
- 1973–1975 — Phillip "Rusty" Rastelli
- 1975–1979 — Carmine "Lillo the Cigar" Galante (chefe de fato, sendo Rastelli o oficial)
- 1979–1991 — Phillip Rastelli
- 1979–1983 — Salvatore Ferrugia (chefe interino)
- 1987–1992 — Anthony "The Old Man" Spero (chefe interino)
- 1991–2005 — Joseph "Big Joey" Massino
- 2003–2004 — Anthony "Tony Green" Urso (chefe interino)
- 2004–2011 — Vincent "Vinny Gorgeous" Basciano
- 2010–2012 — Vincent "Vinny T.V." Badalamenti - aprisionado em janeiro de 2012 (chefe interino)
- 2013–presente — Michael "The Nose" Mancuso[5] - fora da prisão desde março de 2019

## Membros de Respeito Atuais
- Sandro Aiosa
- Vincent Basciano, Jr.
- Gerard Chilli
- Joseph "Joe Desi" DeSimone
- Thomas "Tommy D." DiFiore
- Anthony "Tony Black" Furino
- Alfonso Gagliano
- Anthony "T.G." Graziano
- Joseph "J.B." Indelicato
- Frank "the Fireman" Porco
- Anthony "Mr. Fish" Rabito
- William "Willie Glasses" Riviello
- Nicolo Rizzuto
- Vito Rizzuto
- Nicholas "Nicky" Santora
- John Zancocchio

## AtuaisCaporegimesda Família
- Sandro Aiosa
- Vincent "Vinny" Asaro
- Joseph "Joe Saunders" Cammarano, preso.
- Gerard "Gerry" Chilli, sob indiciamento.
- Patrick "Patty From the Bronx" DeFilippo, sob indiciamento.
- Joseph "Joe Desi" DeSimone, preso.
- Thomas "Tommy D." DiFiore
- Anthony "Tony Black" Furino, sob indiciamento/preso.
- Joseph "J.B." Indelicato
- Joseph "J.B." Indelicato, sob indiciamento/preso.
- Frank "The Fireman" Porco
- Anthony Rabito, sob indiciamento.
- William "Willie Glasses" Riviello, preso.
- Nicholas "Nicky" Santora
- Anthony "Tony Green" Urso, preso.

## Outros Membros
- Anthony "Ace" Aiello, sob indiciamento.
- Louis "Louie Ha Ha" Attanasio, preso.
- Balsassare "Baldo" Amato, sob indiciamento/preso.
- Timothy "Tim" Arciola, sob indiciamento.
- Vincent "Vinny T.V." Badalamenti
- Generoso "Jimmy the General" Barbieri, sob indiciamento.
- Joseph Benanti, preso.
- Salvatore "Bill" Bonanno, destituído/aposentado.
- Peter "Petey Rabbit" Calabrese, sob indiciamento.
- Michael "Mikey Bats" Cardello, preso.
- Salvatore "Totò" Catalano, preso.
- John "Boobie" Cerasani
- Joseph Chilli, Sr.
- Joseph "Joe Shakes" DiStefano, preso.
- Albert "Al Walker" Embarrato, morto.
- Anthony "Big Tony" Errante
- John "Johnny Green" Faraci
- Alphonso Gagliano, político de Montreal, Canadá, que o informante Frank Lino alega ser um membro.
- James "Jimmy" Galante, sobrinho de "Lilo/The Cigar"
- Philip "Philly Lucky" Giaccone, assassinado em 1981.
- Anthony "T.G." Graziano, preso.
- Anthony B. "Bruno" Indelicato
- Alphonse "Sonny Red" Indelicato,assassinado em 1981.
- Robert "Little Bobby" Lino, preso.
- Steven "Stevie Blue Eyes" LoCurto, sob indiciamento.
- Dominick "Sonny Black" Napolitano,assassinado em 1981.
- Nicholas "P.J." Pisciotti
- Joseph D. Pistone (vulgo Donnie Brasco), agente federal infiltrado que foi proposto para a iniciação, mas nunca foi "feito".
- Thomas "Tommy Karate" Pitera
- Richard "Big Ritchie" Ricciardi, preso.
- Nicolo "Nick" Rizzuto, sob indiciamento/preso.
- Vito Rizzuto, sob indiciamento/preso.
- Patrick "Patty Muscles" Romanello, sob indiciamento.
- Benjamin "Lefty Guns" Ruggiero, morto em 1999.
- Joseph Sabella
- Salvatore Scudiero, sob indiciamento.
- Michael "Mikey Boots" Sottile
- Anthony "The Old Man" Spero, preso.
- John "Johnny Joe" Spirito, sob indiciamento/preso.
- Dominick "Big Trin" Trinchera, assassinado em 1981.
- John "Porky" Zancocchio, preso.

## Associados
- Rudy Cassale
- Anthony Caporale
- Ronald Carlucci
- Michael Cassese, sob indiciamento.
- Philip Cicciari
- Costabile "Gus" Farace, morto em 1989.
- Jeffry Froio, sob indiciamento.
- Carmine Galante, Jr., sobrinho-neto de "Lilo/The Cigar"
- Ronald Giallanzo, sob indiciamento.
- Murry Kufeld
- Eugene "Gene" Lombardo
- Anthony Navarra, sob indiciamento.
- Phillip Navarra, preso.
- John Minore
- Michael Parisen, sob indiciamento.
- Salvatore "Sal" Piazza
- Robert Perrino, assassinado em 1992.
- Robert "Bobby Two Steaks" Taggetti
- John "Little John" Tuffarelli, sob indiciamento.
- Louis "Louie" Tuzzo, assassinado em 1990.

## Traidores da Família

### Membros Iniciados
- Joseph "Big Joey" ou "The Ear" Massino
- Salvatore "The Chief" ou "Good Looking Sal" Vitale
- Frank "Big Frank" Coppa
- James "Big Louie" Tartaglione
- Frank "Curly" Lino
- Richard "Shellackhead" Cantarella
- Paul Cantarella
- Joseph "Joey Moak" D'Amico
- Dominick Cicale

### Associados
- Duane "Goldie" Leisenheimer
- Barry Weinberg
- Augustino Scozzari
- Ronald "Ronnie" Massie
- Equipe da Avenida Bath
  - Joseph "Joey the Zip" Calco
  - Nicholas "Nicky" Tuzzio
  - James "Jimmy" Calandra
  - Michael "Mikey Y." Yammine
  - William "Applehead" Galloway
  - Dean Benasillo

## Leitura recomendada
- Sergio Lalli, "A Man of Honor: The Autobiography of Joseph Bonanno", 1983.
- Alexander, Shana. The Pizza Connection: Lawyers, Drugs, Money, Mafia. New York: Weidenfeld & Nicolson, 1988.
- Blumenthal, Ralph. Last Days of the Sicilians. New York: Simon & Schuster (Pocket Books), 1988.
- Sterling, Claire. Octopus: How the Long Reach of the Sicilian Mafia Controls The global Narcotics Trade. New York: Simon & Schuster (Touchstone), 1990.
- Stille, Alexander. Excellent Cadavers: The Mafia & the Death of the First Italian Republic. New York: Random House, 1995.
- Nicaso, Antonio & Lamothe, Lee. Bloodlines: The Rise & Fall of the Mafia's Royal Family. Canada: Harper Collins, 2001.
- Raab, Selwyn. The Five Families: The Rise, Decline & Resurgence of America's Most Powerful Mafia Empire. New York: St. Martins Press, 2005.
- Edwards, Peter. The Northern Connection: Inside Canada's Deadliest Mafia Family. Canada: Optimum International, 2006.
- Humphreys, Adrian & Lamothe, Lee. The Sixth Family: The Collapse of the New York Mafia & the Rise of Vito Rizzuto. Canada: Wiley, 2006.
- Crittle, Simon. The Last Godfather: The Rise & Fall of Joey Massino. New York: Berkley Books, 2006.
- DeStefano, Anthony. The Last Godfather: Joey Massino & the Fall of the Bonanno Crime Family. California: Citadel, 2006.